# Ле Марс (Ајова)
Ле Марс (енгл. Le Mars) град је у америчкој савезној држави Ајова. По попису становништва из 2010. у њему је живело 9.826 становника.

## Демографија
Према попису становништва из 2010. у граду је живело 9.826 становника, што је 589 (6,4%) становника више него 2000. године.
| Група             | 2000.         | 2010.         |
| Белци             | 8.850 (95,8%) | 9.052 (92,1%) |
| Афроамериканци    | 42 (0,5%)     | 53 (0,5%)     |
| Азијати           | 28 (0,3%)     | 73 (0,7%)     |
| Хиспаноамериканци | 225 (2,4%)    | 530 (5,4%)    |
| Укупно            | 9.237         | 9.826         |